# Сарајевски атентат
Сарајевски атентат, познат и као Видовдански атентат, догодио се 28. јуна (15. јуна по јулијанском календару) 1914. када је студент Гаврило Принцип пуцао из непосредне близине и убио надвојводу Франца Фердинанда од Аустрије, претпостављеног насљедника аустроугарског пријестола и његову супругу војвоткињу Софију Хотек од Хоенберга док су се возили Сарајевом, главним градом Кондоминијума Босне и Херцеговине. Аустроугарска је Босну и Херцеговину окупирала 1878, а формалну анексију извршила 1908. године.
Принцип је био дио скупине од шест атентатора заједно са Мухамедом Мехмедбашићем, Васом Чубриловићем, Недељком Чубриловићем, Цвјетком Поповићем и Трифком Грабежом, док је скупином координисао Данило Илић; сви осим једног су били Срби и чланови студентског револуционарног покрета који је касније постао познат као Млада Босна. Политички циљ атентата био је ослобађање Босне и Херцеговине од аустроугарске власти и успостављање заједничке јужнословенске („југословенске”) државе. Атентат је убрзао Јулску кризу која је довела до аустроугарске објаве рата Србији и почетка Првог свјетског рата.
Атентаторима је помогла Црна рука, српско тајно друштво; подршка је стигла од Драгутина Димитријевића Аписа, тадашњег начелника војно-обавјештајног одсјека српског генералштаба, као и од мајора Војислава Танкосића и српског обавјештајца Радета Малобабића. Танкосић је атентаторима обезбиједио бомбе и пиштоље, као и саму обуку. Атентатори су добили приступ истој тајној мрежи сигурних кућа и агената које је Малобабић користио за инфилтрацију оружја и оперативаца у Аустроугарску.
Атентаторима и кључним члановима тајне мреже суђено је у октобру 1914. у Сарајеву. Оптужено је укупно 25 особа. Свих шест атентатора, осим Мехмедбашића, у тренутку атентата имало је мање од 20 година; иако су чланови скупине претежно били Срби, међу оптуженим била су четири Хрвата, сви аустроугарски држављани, док српско држављанство није нико посједовао. Принцип је проглашен кривим за убиство и велеиздају; премлад да би био погубљен, осуђен је на 20 година затвора, док су остала четворица атентатора такође осуђена на затворске казне. Петорица старијих оптуженика је осуђена на смрт вјешањем.
Припадници Црне руке су ухапшени и осуђени пред српским судом у Солуну 1917. на монтираном процесу за велеиздају; Црна рука је распуштена, а тројица вођа скупине су погубљена. Много тога што се зна о атентаторима потиче из ова два суђења и повезаних списа. Принципово насљеђе је поново преиспитано након распада Југославије, а јавно мњење о њему у држава насљедницама је у великој мјери подијељено по етничким линијама.

## Позадина
Према Берлинском споразуму из 1878, Аустроугарска је добила мандат да окупира и управља Босанским вилајетом, покрајином Османског царства, док је Османско царство званично задржало суверенитет над територијом. Истим споразумом велике силе (Аустроугарска, Уједињено Краљевство, Француска, Њемачка, Италија и Русија) званично су признале Кнежевину Србију као потпуно суверену државу, која је четири године касније постала краљевина под кнезом Миланом IV Обреновићем, који је постао краљ Милан I од Србије. Српски монарси, у то вријеме припадници династије Обреновића која је одржавала блиске везе са Аустоугарском, били су задовољни границама Србије утврђеним споразумом.
То се промијенило у мају 1903, када су официри Српске војске предвођени Драгутином Димитријевићем Аписом упали у Краљевски двор. Послије жестоке борбе у ноћи, нападачи су ухватили генерала Лазара Петровића, краљевог ађутанта, и приморали га да открије скровиште краља Александра I Обреновића и његове супруге краљице Драге. Краљ је затим упуцан тридесет пута, а краљица осамнаест пута. Према Макензију, са тијела краљевског пара скинута је одјећа и брутално су касапљена. Нападачи су лешеве бацили кроз прозор двора, чиме је прекинута свака пријетња од могућег контранапада лојалиста. Генерал Петровић је убијен када је Војислав Танкосић организовао убиство браће краљице Драге. Завјерници су за новог краља поставили Петра из династије Карађорђевић.
Нова династија била је више националистичка, пријатељски расположена према Русији, а мање пријатељски према Аустроугарској. Током наредне деценије избијали су спорови између Србије и њених сусједа, како је Србија постајала све моћнија. Ови сукоби су укључивали Царински рат са Аустроугарском који је почео 1906; Анексиона криза 1908—1909, у којој је Србија заузела протестни став због аустроугарске анексије Босне и Херцеговине (окончано српским одобрењем без накнаде у мају 1909); Први балкански рат 1912—1913. у којем је Србија са савезницима поразила Османско царство и Други балкански рат 1913. у којем Србија са савезницима поразила Бугарску.
Војни успјеси Србије и њен гњев због аустроугарске анексије Босне и Херцеговине охрабрили су српске националисте у Србији, као и Србе у БиХ које је угњетавала аустроугарска власт и чија су националистичка осјећања подстицале српске културне организације. Примјер је српско друштво Народна одбрана, које је основано у Београду 8. октобра 1908. на иницијативу Милована Миловановића. Под маском културних дјелатности, дјеловала је на подривању српске лојалности хабзбуршком режиму. У пет година до 1914, усамљени атентатори — углавном српски држављани Аустроугарске — извршили су низ неуспјешних покушаја атентата у Хрватској и Босни и Херцеговини на аустроугарске званичнике. Мјесне револуционарне скупине у БиХ ујединиле су се у Младу Босну, која је за циљ имала окончање аустроугарске колонијалне власти у БиХ и уједињење свих Јужних Словена.
Богдан Жерајић, млади револуционар српског поријекла који је имао слабе везе са Младом Босном, покушао је да убијен аустроугарског гувернера Босне и Херцеговине генерала Маријана Варешанина 3. јуна 1910. године. Жерајић је рођен у Невесињу, студент Правног факултета у Загребу и у тренутку атентата имао је 22 године. Варешанин је угушио посљедњи сељачки устанак у БиХ у другој половини 1910. године. Пет метака које је Жерајић испалио на Варешанина и кобни метак који је себи испалио у главу, учинили су Жерајића инспирацијом будућим атентаторима, укључујући Принципа и Чабриновића.
У мају 1911, од кључних чланова Народне одбране, укључујући Димитријевића и Танкосића, основано је Уједињене или смрт, тајно друштво посвећено стварању јединствене српске државе. Унутар Босне и Херцеговине, мреже Црне руке и Народне одбране продрле су и извјесној мјери у мјесне револуционарне покрете, као што је Млада Босна. Основна разлика између тих покрета била је у томе што су младобосанци друштвену револуцију сматрали неопходним посљедицама националног ослобођења и што је, иако је њено чланство било претежно српско, Млада Босна привлачила значајан број Хрвата и Муслимана. У прољеће 1912, у завјери младобосанаца, хрватски студент Лука Јукић је покушао да изврши атентат на бана Хрватске и Славоније Славка Цуваја.
Цар и краљ Франц Јозеф је наредио надвојводи Францу Фердинанду 1913. да изврши инспекцију војних маневара у Босни и Херцеговини заказаних за јун 1914. године. Након маневара, Фердинанд и његова супруга планирали су да посјете Сарајево како би тамо отворили Земаљски музеј у новој згради. Војвоткиња Софија, према њиховом најстаријем сину, војводи Максимилијану, пратила је свог мужа из страха за његову безбједност.
Иако је Софија била високог аристократског поријекла, ипак није била из династичке породице, њена заједница са могућим насљедником хабзбуршког пријестола могла је бити само морганатски брак. Франц Јозеф је пристао на њихов брак само под условом да њихови потомци не ступе на пријесто. Четрнаеста годишњица њиховог брака била је 28. јуна.
Франц Федринанд је био заговорник растућег федерализма и широко се вјеровало да фаворизује тријализам, према којем би Аустроугарска била реорганизована спајањем словенских земаља унутар Аустроугарске у трећу круну. Словенска круна је могла бити препрека српском иредентизму, а Франц Фердинанд је доживљаван као пријетња остварењу српских циљева. Принцип је касније пред судом изјавио да је спрјечавање планираних реформи Франца Фердинанда била једна од његових мотивација.
Атентат је извршен 28. јуна (15. јун по јулијанском календару), дан који је у Српској православној цркви посвећен Светом Виду. Празник који се обиљежава тог дана познат је као Видовдан и везује се за Косовску битку 1389, када су се на Косову пољу сукобиле српске и османске снаге. Принцип, Чабриновић и остали чланови Младе Босне инспирисани су јунаштвом Милоша Обилића, српског јунака, реконструишући Косовски завјет. Чабриновић је био дубоко удубљен у завјет, лично се поистовјећујући са косовским јунацима, а познато је да је Принцип читао Горски вијенац Петра II Петровића Његоша, ремек-дјело српске књижевности које велича јуначке идеале и дух Косовског завјета.

## Предуслови

### Претходна завјера
Данило Илић је био српског поријекла и радио је као учитељ и банкарски службеник. Живио је са мајком 1913. и 1914, која је држала мали пансион у Сарајеву. Илић је био члан тајног револуционарног друштва или кружока организованог по узору на Црну руку. Према ријечима српског пуковника Чедомира Поповића, у то вријеме капетана и припадника Црне руке, Данило Илић је крајем 1913. дошао у српску прислушну станицу у Ужицу како би разговарао са њим. Поповић тврди да је Илић препоручио заустављање изградње револуционарне организације и прелазак на непосредну дејство против Аустроугарске. Поповић је навео да је Илића послао у Београд да о томе разговара са начелник српског војно-обавјештајног одсјека пуковником Драгутином Димитријевићем Аписом. До 1913, Апис и његови сарадници војни завјереници (у великој мјери учесници преврата из 1903.) стекли су превласт над оним што је опстало од Црне руке.
Нема извјештаја о томе шта се догодило између Илића и Аписа током наводног сусрета, али је убрзо Аписова десна рука и црнорукац, мајор Војислав Танкосић, који је до тада био задужен за герилску обуку, сазвао састанак у Тулузу у Француској. Међу позванима био је и Мухамед Мехмедбашић, столар из Херцеговине. Према Луиђију Албертинију, Мехмедбашић је био члан Црне руке, а то је постао када је положио заклетву заједно са Владимиром Гаћиновићем и Данилом Илићем. Мехмедбашић је био спреман да изврши терористички чин како би оживио револуционарни дух у Босни и Херцеговини. Током овог састанка у јануару 1914. разговарало се о разним могућим аустроугарским циљевима за атентат, укључујући и Франца Фердинанда. Међутим, учесници су одлучили да само Мехмедбашића пошаљу у Сарајево, да убије гувернера Оскара Поћорека.
Према ријечима Мехмедбашића, док је путовао из Француске у Босну и Херцеговину, полиција је у возу тражила лопова. Мислећи да би га полиција могла прогонити, бацио је своје оружје (бодеж и боцу отрова) у нужник. Када је стигао у БиХ писао је Гаћиновићу и ништа није предузимао док је није добио Илићев позив у Мостар. Илић је 26. марта 1914, обавијестио Мехмедбашића да Београд (мисли се на Црну руку) мисли да би напад на Франца Фердинанда, умјесто на Поћорека, био далеко важнији и да ће га подржати. Апис се касније хвалио пред српским судом да је наредио атентат на Франца Фердинанда док је био на дужност начелник војно-обавјештајне службе, међутим он је те недоказане тврдње изнио 1917. покушавајући да спасе сопствени живот, јер требао бити погубљен због велеиздаје.)

### Атентаторски тим
Без сазнања Црне руке, друга завјера против Фердинанда настала је тог прољећа 1914. када је студенту Гаврилу Принципу његов пријатељ и колега младобосанац Недељко Чабриновић показао исјечак из новина у којем се најављује посјета Фердинанда Босни и Херцеговини у јуну. У вријеме када су двојица младобосанаца била у Београду, жељели су да се врате у БиХ, како би извршили напад на једног аустроугарског званичника, што су видјели као крајњи чин јунаштва. Принцип је замолио свог пријатеља Трифка Грабежа да се прикључи завјери, о чему је касније писао Илићу, свом бившем цимеру и повјеренику, говорећи му о плану и молећи га да регрутује људе у Сарајеву.
Илић је за атентат регрутовао седамнаестогодишњег сарајевског гимназијалца Васу Чубриловића, османаестогодишњег студента Цвјетка Поповића и Мехмеда Мехмедбашића, недуго послије Васкрса 19. априла, што доказују свједочења Илића, Чубриловића и Поповића на суђењу у Сарајеву. Принцип, Грабеж и Чабриновић су на суђењу свједочили да су отприлике у исто вријеме (нешто послије Васкрса) пришли бившем герилцу Милану Цигановићу и преко њега ступили у контакт са мајором Танкосићем, с ким су договорили да се оружје прими и прокријумчари преко српске границе у Босну. Начелни договор је брзо постигнут, али је испорука оружје каснила више од мјесец дана. Атентатори би се састајали са Цигановићем, а он би све одлагао. У једном тренутку је рекао Грабежу да је стари цар болестан и да пријестолонасљедник неће доћи у Босну. Када се здравље аустроугарског цара поправило, операција је поново „покренута”. Танкосић је атентаторима дао један пиштољ FN Model 1910. Вјежбали су пуцање оскудном и скупом пиштољском муницијом .380 ACP у парку недалеко од Београда.
Преостало оружје је коначно испоручено 26. маја. Тројица атентатора су свједочила да је мајор Танкосић, непосредно и преко Цигановића, обезбиједио не само шест ручних бомби и четири нова аутоматска пиштоља FN Model 1910 са муницијом .380 ACP, него и новац, пилуле за самоубиство, обуку, специјалну карту са означеном локацијом жандарма, упознавање контаката у тајном „тунелу” који се користи за инфилтрирање агената и оружја у Аустроугарску и малу карту која дозвољава употребу тог тунела. Танкосић је потврдио новинару и историчару Лучијану Магринију да је обезбиједио бомбе и пиштоље и да је одговоран за обуку Принципа, Грабежа и Чабриновића и да је он иницирао идеју о пилулама за самоубиство.

### Тајна рута
Принцип, Грабеж и Чабриновић су напустили Београд чамцем 28. маја и коритом ријеком Саве дошли до Шапца, гдје су предали малу карту капетану Поповићу из српске граничне страже. Поповић им је предао писмо за српског капетана Првановића и попунио образац са именима три цариника чије идентитете су могли да претпоставе и на тај начин добију повлашћене возне карте до Лознице.
Када су Принцип, Грабеж и Чабриновић 29. маја стигли у Лозницу, капетан Првановић је позвао тројицу својих наредника да договоре најбољи начин да неопажено пређу границу. Док су чекали долазак наредника, Принцип и Грабеж су се посвађали са Чабриновићем, због Чабриновићевог узастопног кршења оперативног обезбјеђења. Чабриновић је предао Принципу и Грабежу оружје које је носио. Принцип је рекао Чабриновићу да сам иде до Зворника, да тамо пређе границу са Грабежовом личног картом, а затим да иде за Тузлу и поново ступи у контакт.
Ујутро 30. маја окупили су се Првановићеви наредници и наредник Будивој Грбић је прихватио задатак да одведе Принципа и Грабежа пјешице до Исковићевог острва, малог острва усред ријеке Дрине. Они су заједно са оружјем на острво стигли 31. маја. Грбић је атентаторе заједно са оружјем предао агентима Народне одбране ради пребацивања на аустроугарску територију и кретања од сигурне куће до сигурне куће. Принцип и Грабеж су прешли у Аустроугарску 1. јуна увече. Њих двојица са оружјем су се кретали од агента до агента све док 3. јуна нису стигли у Тузлу. Оружје су предали у руке агенту Народне одбране Мишку Јовановићу и поново се придружили Чабриновићу.
Агенти Народне одбране су своје дјелатности пријавили предсједнику Народне одбране Божи Јанковићу, а он тадашњем премијеру Србије Николи Пашићу. У извјештају Пашићу, придодато је име новог завјереника, мајора Косте Тодоровића, пограничног официра и начелника српске војне обавјештајне службе за граничну линију од Рада до Љубовије. Пашићеве рукописне биљешке са бригинга (по Дедијеровим процјенама одржаног 5. јуна) садрже надимак једног од атентатора („Трифко” Грабеж) и име мајора Танкосића. Аустроугари су касније прошли извјештај, Пашићеве рукописе и додатне поткрјепљујуће документе.
Чабриновићев отац је био службеник сарајевске полиције. Чабриновић је у Тузли наишао на једног од очевих пријатеља, сарајевског полицијског истражитеља Ивана Вилу, с којим је започео разговор. Игром случаја, Принцип, Грабеж и Чабриновић су ушли у исти воз за Сарајево као и Иван Вила. Чабриновић се код Виле распитивао о датуму посјете Франца Фердинада Сарајеву. Сљедећег јутра, Чабриновић је осталим атентаторима пренио вијест да ће атентат бити извршен 28. јуна.
По доласку у Сарајево 4. јуна, Принцип, Грабеж и Чабриновић су кренули свако својим путем. Принцип се јавио Илићу, посјетио његову породицу у Хаџићима и вратио се у Сарајево 6. јуна и затим преселио у кућу Илићеве мајке гдје је живио заједно са Илићем. Грабеж је отишао код своје породице у Пале. Чабриновић се вратио у очеву кућу у Сарајеву.
Илић је 14. јуна отишао у Тузлу, одакле је донио оружје у Сарајево. Мишко Јовановић је оружје сакрио у велику кутију шећера. Касније тог дана, Илић се вратио у Сарајево возом, пазећи да се пребаци у локални воз изван Сарајева, а затим брзо пређе у трамвај како би избјегао полицијски претрес. Илић је у кући своје мајке једном приликом оружје сакрио у кофер испод софе. Затим, отприлике 17. јуна, Илић је отпутовао у Брод (Дедијер наводи 16. јун, а судски записници 18. јун). Током испитивања на суђењу, Илић је дао збуњујуће објашњење разлога путовања, прво је рекао да је отишао у Брод да би спријечио атентат, а затим да се из Брода вратио у Сарајево да спријечи атентат. Дедијер износи тезу (цитирајући Богијевића) да је Илић отишао у Брод да би се састао са Аписовим изаслаником Ђуром Шарцем, који је имао упутства да откаже атентат, а затим је Раде Малобабић послат из Србије у Сарајево да поново да пристанак за извршење атентата.

### Уочи атентата
Илић је почео с подјелом оружја 27. јуна. До тог дана је скривао идентитет београдских атентатора од оних које је регрутовао локално и обрнуто. Затим, те ноћи, како је Мехмедбашић рекао Албертнију, Илић је Принципу рекао док их је међусобно упознавао „Мехмедбашић који ће сутра бити с нама”. Њих тројица су послали разгледницу покрајинском предсједнику Црне руке за Босну и Херцеговину Владимиру Гаћиновићу у Француску.

## Атентат

### Поворка возила
Ујутру у недјељу 28. јуна 1914. Илић је поставио шесторицу атентатора дуж путање поворке. Илић је ходао улицом, храбрећи атентаторе. Франц Фердинанд и његов свита кренули су возом од бање Илиџа до Сарајева. Гувернер Оскар Поћорек их је дочекао на станици Сарајево. Чекало их шест аутомобила. Грешком су три локална полицајца ушла у први аутомобил са начелником специјалног обезбјеђења; специјално обезбјеђење које је требало бити у пратњи свог начелника остало је иза. У другом аутомобилу били су градоначелник и начелник сарајевске полиције. Трећи аутомобил у поворци био је Gräf & Stift 28/32 PS, отворени спортски аутомобил са преклопљеним горњим дијелом. У том аутомобилу налазили су се Франц Фердинанд, Софија Хотек, Оскар Поћорек и потпуковник гроф Франц фон Харах. Прво одредиште поворке према унапријед одређеном програму, било је кратка смотра једне војне касарне. Према програму, у 10 часова поворка је требала да крене из касарне ка градској вијећници преко Апелове обале (улица).
Сигурносни аранжмани у Сарајеву били су ограничени. Мјесни војни заповједник, генерал Михаел фон Апел, предложио је да се трупе построје планираном путањом, али му је речено да би то увриједило лојалне грађане. Према томе, заштита гостујуће стране препуштена је сарајевској полицији, од којих је само око 60 дежурало у недјељу, на дан посјете.

### Бомбашки напад
Поворка је прошла поред првог атентатора, Мехмедбашића. Данило Илић га је поставио испод баште кафане Мостар и наоружао бомбом. Мехмедбашић није реаговао. Илић је поред Мехмедбашића поставио Васу Чубриловића и наоружао га пиштољем и бомбом. И он није реаговао. Даље на путањи поворке, Илић је поставио Недељка Чабриновића на супротну страну улице до ријеке Миљацке и наоружао га бомбом.
У 10.10 часова, аутомобил Франца Фердинанда је пришао и Чабриновић је бацио бомбу. Бомба се одбила од пресавијеног поклопца аутомобила на улицу. Због временског детонатора бомба је експлодирала испод сљедећег аутомобила, чиме је аутомобил стављен изван функције, остављајући кратер пречника од 30 цм и дубине од 170 мм, при томе ранивши 16—20 људи.
Чабриновић је прогутао пилулу цијанида и скочио у Миљацку. Његов покушај самоубиства је пропао, јер је стари цијанид само изазивао повраћање, а Миљацка је због врелог и сушног љета била дубока само 13 цм. Полиција је Чабриновића извукла из ријеке, а маса га је жестоко претукла прије него што је приведен.
Поворка је јурила према Градског вијећници, остављајући иза себе оштећени аутомобил. Цвјетко Поповић, Гаврило Принцип и Трифко Грабеж нису реаговали, јер их је поворка прошла великом брзином.

### Пријем у Градској вијећници
Доласком у Градску вијећницу на заказани пријем, Франц Фердинанд је показао знакове стреса, прекинувши припремљени поздравни говор градоначелника Фехима Цурчића: „Господине градоначелниче, дошао сам овдје у посјету, а дочекан сам бомбама. То је нечувено.” Софија Хотек је затим шапутала на уво Фердинанду, а послије паузе рекао је градоначелнику: „Сада можеш да говориш.” Затим се смирио и градоначелник је одржао говор. Франц Фердинанд је морао да сачети да му неко донесе припремљени говор, који је још увијек био натопљен крвљу из оштећеног аутомобила. Припремљеном тексту додао је неколико напомена о дневним дешавањима, захваливши Сарајлијама на овацијама „јер у њима видим израз њихове радости због неуспјеха покушаја атентата.”
Званичници и чланови Фердинандове свите расправљали су о томе шта даље. Фердинандов коморник, барон Румерскирх, предложио је да пар остане у Градској вијећници док трупе не буду доведене у град, да би се постројиле на улицама. Поћорек се успротивио овом приједлогу, јер војници који долазе непосредно с маневара не би имали прикладне униформе за такве дужности. Закључио је ријечима, „мислите да је Сарајево пуно атентатора?”

Франц и Софија су одустали од планираног програма ради посјете у болници рањенима у бомбашком нападу. Гроф Харах се налазио у лијевој траци поред Францовог аутомобила, да би га заштитио од било каквог напада из правца ријеке. То потврђују и фотографије призора испред Градске вијећнице. У 10.45 часова, Франц и Софија су се вратили у поворку, поново у трећи аутомобил. Како би заштитио пар, Поћорек је одлучио да поворка крене право Апеловом обалом до сарајевске болнице, како би избјегли препун центар града. Међутим, Поћорек није успио да саопшти своју одлуку возачима. Због тога је Францов возач Леополд Лојка скренуо десно код Латинског моста, баш у тренутку када су двојица возача била испред њега. Према историчару Јоахиму Ремаку, то се догодило јер је Поћореков помоћник Ерих фон Мерици био у болници и због тога није могао да саопшти Лојки податке о промјени планова и путање поворке. Сарајевског начелника полиције Едмунда Гердеа, који је раније више пута упозоравао Поћорека на недовољне мјере предострожности за царску посјету, један од Францових помоћника је замолио да возачима покаже нову путању, али у тренутној конфузији и напетости, он је то занемарио.

### Кобни пуцањ
Пошто је сазнао да је први покушај атентата био неуспјешан, Принцип је размишљао о могућности да убије Франца на повратком путу и одлучио је да се премјести на положај испред оближње продавнице хране, близу Латинског моста. У том тренутку, први и други аутомобил из поворке одједном су скренули десно у споредну улицу, напуштајући Апелову обалу. Како је Францов возач слиједио њихову путању, гувернер Поћорек, који је био у трећем аутомобилу заједно са царским паром, позвао је возача да заустави возило јер је ишао погрешним путем. Возач је притиснуо кочницу, а када је покушао да пребаци у рикверц, случајно је угасио мотор недалеко од мјеста на којем је Принцип стајао. Принцип је пришао подножју аутомобила и пуцао у Франца Фердинанда и Софију Хотек из непосредне близине, користећи пиштољ белгијске производње Fabrique Nationale Model 1910 калибра .380. Атентаторима су предати пиштољи серијских бројева 19074, 19075, 19120 и 19126, а Принцип је користио 19074. Према Албертнију, „први метак је ранио надвојводу у вратну вену, други је ранио војвоткињу у стомак.” Принцип је покушао да пуца у себе, али је одмах ухваћен и ухапшен. Приликом изрицања пресуде, Принцип је изјавио да је његова намјера била да убије Поћорека, а не Софију.
Након што је погођена, Софија је одмах изгубила свијест и срушила на ноге Франца Фердинанда. И Фердинанд је изгубио свијест, док су га возили у гувернерову резиденцију на лијечење. Како је извијестио гроф Харах, посљедње ријечи Франца Фердинанда биле су „Софи, Софи! Не умири! Живи за нашу дјецу!”, након чега је шест или седам пута изговорио „Није то ништа”, на Харахово питање о повреди. Након тога је услиједио снажан звук гушења изазван крварењем. Царски пар је био мртав до 11.30 часова 28. јуна 1914; Софија је била мртва по доласку у гувернерову резиденцију, а Франц је преминуо 10 минута касније.
Постоји мит по којем је Пинцип појео сендвич у продавници хране непосредно прије пуцњаве, али не постоје примарни извори из тог времена који потврђују ту тврдњу. Овај мит вјероватно потиче из романа Twelve Fingers из 2001. године, који представља фикционализовану верзију догађаја атентата који укључује сендвич.

### Сахрана
Тијела су превезена у Трст бојним бродом SMS Viribus Unitis, затим посебним возом у Беч. Иако је већина страних краљевских породица планирала да присуствује, наглашено су непозвани и сахрани је присуствовала само ужа царска породица, са троје дјеце мртвог пара која су искључена са неколико јавних церемонија. Њемачки цар Вилхелм II, Францов пријатељ, позван је како би га Царски кабинет могао консултовати о спољној политици, али је он одбио да присуствује; иако је јавно тврдио да је то због случаја лумбага, рајхсканцелар Теобалд фон Бетман Холвег је открио да прави разлог био забринутост за безбједност. Официрском кору је било забрањено да поздравља погребни воз, што је довело до мање побуне коју је предводио надвојвода Карл, нови претпостављени насљедник пријестола. Јавно посматрање ковчега је нагло скраћено, а још скандалозније, кнез Алфред Монтенуово је безуспјешно покушао да натјера дјецу да плате рачун. Софијин ковчег је био нагнут надоле у односу на Францов ковчега да би се поново указало на њен нижи друштвени статус, а рукавице су стављене на врх њеног ковчега као што је било традиционално за дворску даму. Царски пар је сахрањен у дворцу Артштетен, јер Софија није могла бити сахрањена у Царској крипти.

### Посљедице
Сви атентатори су на крају ухапшени. Онима у аустроугарском притвору суђено је заједно са онима који су помогли да се атентатори и њихово оружје допреме у Сарајево. Мехмедбашић, једини Муслиман међу завјереницима, ухапсила су мјесне власти у Црној Гори, али је успио да побјегне из никшићког затвора прије него што је дошло до његовог изручења (вјероватно уз помоћ жандарма који су га чували и због тога су ухапшени). Касније се поново појавио у Србији, гдје се придружио четничком одреду мајора Танкосића током рата, а српске власти су га 1916. притвориле под измишљеним оптужбама за издају током Солунског процеса, док је на слободу пуштен 1919. године.
Избили су погроми над Србима у Сарајеву и разним другим мјестима у Аустроугарској недуго након атентата, док војска није успоставила ред. У ноћи атентата организовани су погроми над Србима и демонстрације широм Аустроугарске, нарочито на простору данашње Босне и Херцеговине и Хрватске. Организовао их и подстицао Оскар Поћорек. Прве демонстрације против Срба, које су предводили сљедбеници Јосипа Франка, организоване су у раним вечерњим часовима 28. јуна у Загребу. Сљедећег дана су демонстрације у Сарајеву постале све насилније и могли би се окарактерисати као погром. Полиција и градске власти нису предузеле ништа да спријече насиље над Србима. Писац Иво Андрић је насиље у Сарајеву назвао „сарајевским лудилом мржње”. Два Србина су убијена првог дана погрома у Сарајеву, многи су нападнути, а око 1000 кућа, продавница, школа и установа (нпр. банке, хотели, штампарије) у српском власништву су уништене или опљачкане. Српски двор је у службеним Новинама србским од 30. (18. по јулијанском календару) јуна објавио саучешће и прогласио осмодневну жалост (од 16. до 23. јуна по јулијанском календару).
Након атентата, ћерка Франца Јозефа, Марија Валерија, примјетила је да је њен отац изразио веће повјерење у новог претпостављеног пријестолонасљедника, његовог унука надвојводу Карла. Цар је својој ћерки, поводом атентата, признао: „За мене, то је олакшање од велике бриге.”

## Суђења и казне

### Сарајевски процес (октобар 1914)
Аустроугарске власти су хапсиле и процесуирале сарајевске атентаторе (изузев Мехмедбашића), заједно са повјереницима и сељацима који су им помагали на путу. Већина је оптужена за удруживање у вршењу велеиздаје, укључујући службене кругове у Краљевини Србији. Завјера са циљем извршења велеиздаје за казну је имала смрт, а завјера да се почини једноставно убиство није. Суђење је одржано од 12. до 23. октобра, док су изрицање пресуде и казни објављено 28. октобра 1914. године.
Пунољетни оптуженици, који су суочени са смртном казном, на суђењу су се представљали као невољни учесници завјере. Испитивање Вељка Чубриловића (који је помогао у координацији транспорта оружја и био повјереник Народне одбране) илустративно је за овај напор. Чубриловић је суду изјавио: „Принцип је погледао у мене и потпуно енергично пришао: ’Кад хоћете знати, да, јест за то, и ми идемо да извршимо атентат на престољонасљедника, а кад знате за ту ствар, морате шутити. У случају да издате, бићете уништени Ви и Ваша породица’”. На испитивању браниоца Чубриловић је детаљније описао основне бојазни за које је рекао да су га натјерале на сарадњу са Принципом и Грабежом. Чубиловић је објаснио да се плаши да иза Принципа стоји револуционарна организација способна да почини велике злочине и да се зато плашио да ће му кућа бити уништена, а породица убијена ако се не повинује и објасни да зна да таква организација постоји у Србији, или је барем некад постојала. На питање зашто је ризиковао да буде кажњен пред законом, а није преузео заштиту закона од ових пријетњи, одговорио је: „Ја сам се више бојао терора него закона”. Други повјереник Народне одбране, Михајло Јовановић, такође је тврдио да је био против атентата.
Тројица чланова првобитне атентаторске скупине признали су пуну одговорност за своја дјела, прокламујући свој идеал ослобођеног и уједињеног јужнословенског народа, ослобађајући од одговорности Србију и Народну одбрану чију одговорност је тужилаштво покушало да докаже; међутим, суд није повјеровао исказима оптужених, јер су се разликовали од њихових исказа у претходној истрази.
Принцип се усредсредио на преузимање пуне одговорности за злочин на себе и тврдио да је атентат био чисто лични подухват и ни на који начин службени, а да Србија у томе није имала никакве везе. Током унакрсног испитивања је рекао: „Ја сам националиста Југословен. Моја је тежња ујединити све Југословене у којој било државној форми и ослободити их од Аустрије.” На питање како намјерава остварити свој циљ је одговорио: „Терором.” Чабриновић је током свједочења рекао да му је мотив за убиство био тај што је Франца Фердинанда видио као опасност за Словене и Србију, што је према личним тврдњама чуо у кафанама од студената и грађана. Грабеж је изјавио да никада не би учествовао да је знао да ће то довести до европског рата. Упркос недостатку доказа, сарајевски суд је оцијенио да су у завјеру били умијешани Народна одбрана и војни кругови у Србији задужени за шпијунажу.
Затворске, смртне и ослобађајуће пресуде биле су сљедеће:
| Име | Пресуда |
| --- | --- |
| Гаврило Принцип | Тешка тамница у трајању од 20 година, пооштрена једним постом мјесечно и тврдим лежањем и самотним затвором у мрачној соби 28. јуна сваке године.             |
| Недељко Чабриновић | Тешка тамница у трајању од 20 година, пооштрена тврдим лежањем и самотним затвором у мрачној соби 28. јуна сваке године.                                      |
| Трифко Грабеж | Тешка тамница у трајању од 20 година, пооштрена једним постом сваког трећег мјесеца, тврдим лежањем и самотним затвором у мрачној соби 28. јуна сваке године. |
| Васо Чубриловић | Тешка тамница у трајању од 16 година, пооштрена једним постом сваке пола година и тврдим лежањем и самотним затвором у мрачној соби 28. јуна сваке године.    |
| Цвјетко Поповић | Тешка тамница у трајању од 13 година и тврдим лежањем и самотним затвором у мрачној соби 28. јуна сваке године.                                               |
| Лазар Ђукић | Тешка тамница у трајању од 10 година и тврдим лежањем и самотним затвором у мрачној соби 28. јуна сваке године.                                               |
| Данило Илић | Смртна казна, извршена вјешањем. |
| Вељко Чубриловић | Смртна казна, извршена вјешањем. |
| Неђо Керовић | Смртна казна, извршена вјешањем; цар Франц Јозеф преиначио на 20 година тешке тамнице према приједлог министра финансија Леона фон Билинског.                 |
| Михајло Јовановић | Смртна казна, извршена вјешањем. |
| Јаков Миловић | Смртна казна, извршена вјешањем; цар Франц Јозеф преиначио на доживотну тешку тамницу према приједлог министра финансија Леона фон Билинског.                 |
| Митар Керовић | Доживотна тешка тамница. |
| Иво Крањчевић | Тешка тамница у трајању од 10 година и тврдо лежање 28. јуна сваке године.                                                                                    |
| Бранко Загорац | Тамница у трајању од 3 године. |
| Марко Перин | Тамница у трајању од 3 године. |
| Цвијан Стјепановић | тешка тамница у трајању од 7 година, пооштрена једним постом свака три мјесеца и тврдим лежањем и самотним затвором у мрачној соби 28. јуна сваке године.     |
| Јово Керовић, Благоје Керовић, Никола Форкапић, Драган Калембер, Мићо Мичић, Обрен Милошевић, Иван Момчиловић, Фрањо Садило и Ангела Садило | Ослобођени од оптужби. |

Чабриновић је на суђењу изразио жаљење због убистава. Након изрицања пресуде, добио је писмо потпуног опроштаја од дјеце убијеног пара. Чабриновић и Принцип су умрли од туберкулозе у затвору. Млађи од 20 година у вријеме извршења злочина могли су добити највишу казну од 20 година према аустроугарском закону. Суд је саслушао аргументе везане за Принципову старосну доб, јер су постојале сумње у његов прави датум рођења, али суд је закључио да је Принцип имао мање од 20 година у вријеме извршења атентата. Пошто Босна и Херцеговина није била додијељена аустријском или угарском дијелу Монархије, заједнички министар финансија је управљао БиХ и имао је овлашћења да препоручи помиловање аустроугарском монарху.

#### Епилог
Посмртни остаци учесника атентата су 7. јула 1920. године пренијети у Краљевину Срба, Хрвата и Словенаца и сахрањени на српском православном гробљу у Сарајеву. Након што је 1939. саграђена Капела видовданских хероја, њихови остаци су пренијети у њу, гдје се и данас налазе. Ту почивају Гаврило Принцип, Богдан Жерајић, Владимир Гаћиновић, Недељко Чабриновић, Данило Илић, Вељко Чубриловић, Неђо Керовић, Митар Керовић, Михајло Мишко Јовановић, Јаков Миловић, Трифко Грабеж и Марко Перин. Мада Жерајић и Гаћиновић нису били учесници атентата, они су били идеолози Младе Босне.
Лазар Ђукић је тамновао у Зеници и у Терезину, гдје је премјештен почетком марта 1915. године. Наредне године пребачен је у душевну болницу у Терезину, гдје је и умро. Спаљен је у крематоријуму, па је једини осуђеник Сарајевског атентата чији посмртни остаци нису враћени у отаџбину.

### Солунски процес (прољеће 1917)
Крајем 1916. и почетком 1917. вођени су тајни мировни преговори између Аустроугарске и Француске. Постоје посредни докази да су вођени паралелни разговори између Аустроугарске и Србије, премијер Пашић је послао своју десну руку Стојана Протића, а регент Александар свог повјереника пуковника Петра Живковића у Женеву на тајне преговоре. Карл I је представио кључни захтјев Аустроугарске за враћање Србије под контролу српске владе у избјеглиштву: да Србије треба да обезбједи гаранције да из Србије неће бити даље политичке агитације против Аустроугарске.
Регент Александар и њему лојални официри су неко вријеме планирали да се ослободе војне клике на челу са Аписом, пошто је Апис представљао политичку пријетњу Александровој моћи. Аустроугарски захтјев за мир дао је додатни подстицај овом плану. Апис и њему лојални официри су оптужени 15. марта 1917, по разним лажним оптужбама које се не односе на Сарајево (предмет је поново вођен пред Врховном судом Србије 1953. и сви оптужени су ослобођени), а предмет је вођен пред српским војним судом на Солунском фронту, који је био под француском контролом. Апис и осам његових сарадника осуђени су на смрт 23. маја, а двојица на 15 година затвора. Један оптужени је преминуо током суђења и оптужбе против њега су повучене.
Међу суђенима, четворица оптужених су признали своје улоге у Сарајеву, а коначне пресуде биле су сљедеће: Драгутин Димитријевић Апис, Љубомир Вуловић и Раде Малобабић на смрт стријељањем (извршено 26. јуна 1917) и судску таксу од 70 динара и додатне таксе за свједоке. Пуковник Радоје Лазић, пуковник Милан Милановић Пилац, пуковник Чедомир Поповић, потпуковник Владимир Туцовић, потпуковник Велимир Велић и пуковник Богдан Раденковић су првобитно такође осуђени на смрт стријељањем. Поручник Дамјан Поповић и потпоручник Мухамед Мехмедбашић добили су по 15 година затвора. Високи војни суд је преиначио смртне казне Чедомиру Поповићу и Богдану Раденовићу на 20 година, а Дамјану Поповићу повећао за 5 година. Регент Александар је у више наврата доносио одлуке о помиловању, па су смртне казне Миловановићу, Лазићу, Туцовић и Вемићу преиначене у 20 година затвора.
Правдајући стријељање, Пашић је писао свом изасланику у Лондону: „… Димитријевић (Апис) је поред свега признао да је наредио да се убије Франц Фердинанд. А ко би га сада могао одгодити?”
Док су тројицу осуђени водили на погубљење, Апис је возачу рекао: „Сада је и мени јасно, а и теби јасно да ће ме данас убити српске пушке само зато што сам организовао сарајевски злочин.”
Војислав Танкосић је погинуо у борби крајем 1915. и није му суђено. За учешће у атентату је послије рата суђено и потпуковнику Војиславу Гојковићу, а ослобођен је у мају 1923. године. Поновно суђење је одржано у социјалистичкој Југославији од 2. до 13. јуна 1953, а пресуда по којој се сви оптужени ослобађају саопштена је 16. јуна 1953. године.

## Контроверзе око одговорности

### „Упозорење” Србије упућено Аустроугарској
Послије атентата, амбасадор Србије у Француској Миленко Веснић и амбасадор Србије у Русији Мирослав Спалајковић дали су саопштење у којима се тврди да је Србија упозорила Аустроугарску на предстојећи атентат. Србија је убрзо негирала дато упозорење и негирала сазнање о завјери. Премијер Пашић је лично демантовао ове тврдње у угарском недјељнику Az Est 7. јула и париском издању New York Herald од 20. јула. На „упозорење” су се на крају огласили други. Како је српски министар просвјете Љубомир Јовановић писао у књизи Крв Словенства, премијер Пашић је крајем маја или почетком јуна са члановима кабинета разматрао завјеру о предстојећем атентату. Телеграмом 18. јуна, без одређених података, наређено је српском амбасадору у Бечу Јовану Јовановићу да упозори Аустроугарску да Србија има разлога да вјерује да постоји завјера о атентату на Франца Фердинанда у Босни и Херцеговини. Амбасадор Јовановић се 21. јуна састао са аустроугарским министром финансија фон Билинским. Према српском војном аташеу у Бечу пуковнику Лешјанину, амбасадор Јовановић је током разговара са Билинским указао на ризике које би Франц могао изазвати у јавном мњењу БиХ и Србије, а да би њега лично могла задесити озбиљна незгода, што ми могло имати фаталне посљедице на односе Србије и Аустроугарске. Јовановић се вратио са састанка са Билинским и Лешјанину рекао да Билински није придао велики значај упозорењу и захвалио се уз ријечи „надајмо се да се ништа неће десити.” Билински заиста ништа није предузео на основу Јовановићевих примједби.
Јовановић је 1924. изашао у јавност са тврдњом да је његово упозорење изречено самоиницијативно и да је рекао да би се међу српском омладином могао наћи неко ко би могао упуцати човјека који изазива провокације (Франц Фердинанд). Јовановићев исказ се годинама мијењао и никада није на одговарајући начин обрадио изјаву пуковника Лешјанина. Билински није отворено говорио о тој теми, али је шеф његовог одјељења за штампу потврдио да је одржан састанак са нејасним упозорењем, али није било ријечи о томе да би аустроугарски војник српског поријекла пуцао на Франца Фердинанда.
У данима који су претходили атентату, Пашић је био вршилац дужности премијера, јер је у том периоду српска влада накратко пала у политички савез превођен српском војском. Војска је фаворизовала унапрјеђење Јовановића у министра спољних послова, а Јовановићева лојалност је, како се могло очекивати, била подијељена и његова наређења су стога лоше извршена. Одабиром војног лојалисте који ће пренијети поруку, и не наводећи ништа одређено као што су имена завјереника и оружје, Пашић је заштитио своје улоге од различитих могућих исхода и посљедица предстојећег атентата.

### Раде Малобабић
Раде Малобабић је 1914. био главни тајни обавјештајац српске војне обавјештајне службе против Аустроугарске. Његово име се појавило у српским документима у чији је посјед дошла Аустроугарска током рата. Документи описују кретање оружја, муниције и шпијуна из Србије у Аустроугарску под Малобабићевим упутствима.
Због потискивања Аписовог признања и транскрипта Солунског процеса од стране Србије, историчари у почетку нису повезивали Малобабића са атентатом. У Аписовом признању стоји да је Малобабића ангажовао како би организовао атентат током Францове посјете Сарајеву. На Солунском процесу пуковник Љубомир Вуловић (начелник српске граничне службе) у свом свједочењу је рекао да је добио писмо у Генералштабу (с потписом маршала Путника) уз напомену да ће доћи агенти Малобабић и учитељ чијег се име не сјећа (Данило Илић је био учитељ, али је нејасно да ли је о њему ријеч, јер је он могао бити смјештен у Брод, али не и у Лозницу) којег је требао да пошаље у БиХ. Због тога је отишао у Лозницу и истог дана или врло брзо послије послао Радета и учитеља у БиХ. Убрзо након тога дошло је до атентата на Франца Фердинанда. Малобабић је уочи погубљења рекао свештенику да му је наређено да иде у Сарајево када је требао да се догоди атентат, а послије да се врати и испуни друге мисије, након чега је избио рат. Дедијер у књизи Пут за Сарајево представио додатна свједочења по којима је Малобабић стигао у Сарајево уочи атентата и дао коначно зелено свјетло Данилу Илићу за спровођење операције. То се поклапа са Дедијеровом теоријом да је Ђуро Шарац 16. јуна дао упутства Илићу да откаже атентат. Убрзо након њихових признања, Србија је уз лажне оптужбе погубила Малобабића, Вуловића и Аписа. Србија није објавила појашњења њихових признања везана за атентат у Сарајеву.

### „Црна рука” или српска војно-обавјештајна служба
Алтернативна теорија да је Сарајевски атентат био операција српске војно-обавјештајне службе била је та да је то била операција Црне руке. Црна рука је била српско војно друштво које су 9. маја 1911. основали официри Српске војске, поријеклом из завјереничке скупине која је извршила Мајски преврат, на челу са Драгутином Димитријевићем Аписом.
Послије српске побједе над Бугарском у Македонији током Другог балканског рата, Црна рука је била на умору због смрти предсједника и неуспјеха у проналаску замјене, неактивног секретара, жртава, прекинутих веза између трочланих ћелија и недостатка финансија. Црна рука до 1914. више није дјеловала по свом уставу, већ као креација шефа српске војно-обавјештајне службе Аписа, а њени активни чланови су углавном били српски официри лојални Апису. Аписово признање да је наредио операцију која почиње фразом „Као начелник обавјештајног одјељења Генералштаба”, чињеница да се позивао на војни ланац заповиједања, одумрла природа Црне руке и чињеница да је по члану 16. устава Црне руке такво убиство могло бити наређено само гласањем Врховне централне управе, предсједника или секретара, а да такав налог није поднесен, фактори су који иду у прилог приписивању одговорности српској војно-обавјештајној служби. Чињеница да је Милан Цигановић био умијешан, да су кључни официр били чланови Црне руке, да је консултован покрајински секретар Црне Руке за Босну и Херцеговину Владимир Гаћиновић и да није било званичног буџета за операцију иде у прилог одговорности Црне руке.

### Исјечак из новина
На суђењу је констатовано да су тројица атентатора из Београда покушала да сву кривицу преузму на себе. Чабриновић је тврдио да је идеја о убиству Франца Фердинанда потекла из новинског исјечка који је добио поштом крајем марта у којем је најављена планирана посјета Франца Фердинанда Сарајеву. Затим је Принципу показао исјечак из новина и сутрадан су се договорили да ће убити Фердинанда. Принцип је суду објаснио да је о предстојећој Фердинандовој посјети читао у њемачким новинама. Принцип је даље свједочио да је отприлике у вријеме Ускрса (19. април) написао алегоријско писмо Илићу у коме га је обавијестио о плану убиства Фердинанда. Грабеж је свједочио да су се Принцип и он, такође у вријеме Ускрса, договорили да изврше атентат или на Поћорека или на Фердинанда и нешто касније одлучили су да ипак буде на Фердинанда.  Оптужени су одбили или нису били у могућности да дају детаље у току испитивања.
Илић и Мехмедбашић су се већ 26. марта договорили да убију Фердинанда на основу упутстава из Београда, која су претходила новинском исјечку и расправа између тројице атентатора из Београда.

### Народна одбрана
Српска војно-обавјештајна служба је преко остатака Црне руке продрла у Народну одбрану, користећи њен тајни тунел да прокријумчари атентаторе и њихово оружје из Београда у Сарајево. У извјештају предсједника Народне одбране Боже Милановића премијеру Пашићу од 5. јуна 1914. у посљедњој реченици која говорили о Сарајеву може се наслутити фрустрација предсједника због отимања његове организације: „Божа је обавијестио све агенте да не би смјели да приме никога осим ако не покаже лозинку коју је дао Божа”.

### Милан Цигановић
Премијер Пашић је рано добио информацију о плану атентата. Информацију је добио довољно рано, према ријечима Љубе Јовановића, да влада нареди граничарима да спријече прелазак атентатора. Он наводи министарску расправу у кабинету крајем маја, а објављивање информација на неко вријеме прије тога. Албертини је закључио да је извор информација највјероватније Милан Цигановић.

### Руски војни аташе
У Аписовом признању да је налогодавац атентата на Фердинанда, наводи се да је руски војни аташе Виктор Артамонов обећао заштиту Русије од Аустроугарске ако Србија икада буде на удару. Док је признао финансирање обавјештајне мреже у Аустроугарској, Артамонов је у интервјуу са Албертинијем негирао умијешаност своје канцеларије у атентат. Поред тога, још је изјавио да је отишао на одмор у Италију, остављајући на челу канцеларије помоћника војног аташеа Александра Верховског и иако је био у свакодневном контакту са Аписом, сазнао је за Аписову улоге тек након што се рат завршио. Албертини пише да је „остао неубјеђен у понашање овог официра”.  Верховски је признао умијешаност своје канцеларије, али је затим ћутао на ту тему.
Де Шелинг пише о доказу да је Русија барем била свјесна завјере прије 14. јула:
Дана 1. јуна (14. јуна по новом календару), цар Николај је у Констанци имао интервју са румунским краљем Карлом I. Био сам тамо у то вријеме… али, колико сам могао да процијеним из мог разговора са члановима његове пратње (руски министар спољних послова Сазонов), он (Сазонов) је био увјерен да ако надвојвода (Франц Фердинанд) буде склоњен с пута, мир Европе не би био угрожен.
Кнез Павле Карађорђевић је током преписке са Костом Ст. Павловићем у писму од 25. августа 1967. ово рекао:
Верујем да ни руска ни наша влада нису биле умешане у ту трагедију, али се сећам да сам у младости често слушао о неким руским панславистичким круговима. Вероватно су ти кругови имали везе са неким нашим тајним организацијама. Кад би се знало тачно шта је значила Црна рука све би било јасније. Мени су извесне ствари из личног искуства познате, али нисам у могућности да о њима говорим. Артаманова сам познавао и сећам се његових безазлених плавих очију.

## Исход
У августу 1914. The Independent описао је атентат као „жалостан, али релативно безначајан” разлог због којег је „у хаосу финансијски систем у свијету, да је међународна трговина суспендована, да су индустрије свугдје деморалисане и породице уништене, и да су милиони људи у Европи узели оружје у руке с намјером да се кољу… може се сумњати да ли је надвојвода вриједан свог овог покоља”. Убиство је изазвало велики шок широм европских владарских породица, а у почетку је било много симпатија према аустроугарској позицији. Обичне људе није баш нарочито брига шта се догодило, а увече послије атентата маса у Бечу је слушала музику и испијала вино, као да се ништа није догодило.
Два дана послије атентата, Аустроугарска и Њемачка су савјетовале Србију да покрене истрагу, али је генерални секретар министарства спољних послова Србије Славко Грујић одговорио: „До сада ништа није урађено и ствар се не тиче српске владе”. Услиједила је љута препирка између аустроугарског отправника послова у Београду и Грујића. Након што је спровела кривичну истрагу, провјеравајући да ли Њемачка поштовати војни савез, и убјеђујући скептичног угарског грофа Иштвана Тису, Аустроугарска је 23. јула 1914. издала званично писмо влади Србије. У писму се Србија подсјећа на њену опредијељеност поштовању одлука великих сила везану за Босну и Херцеговину и да одржава добросусједске односе са Аустроугарском. Писмо је садржало конкретне захтјеве које Србија треба да прихвати, укључујући сузбијање објављивања пропаганде која се залаже за насилно уништење Аустроугарске, уклањање људи који стоје иза ове пропаганде из српске војске, распуштање Народне одбране, хапшење људи са подручја Србије који су умијешани у атентат и спрјечавање тајних пошиљки оружја и експлозива из Србије у Аустроугарску. Такође је захтијевано да аустроугарски службеници учествују у српској истрази завјере за извршење атентата.
Писмо је постало познато као Јулски ултиматум, а Аустроугарска је навела да ће Србија, уколико у року од 48 часова не прихвати све захтјеве заједно, опозвати свог амбасадора из Србије. Након што је добила телеграм подршке од Русије, Србија је мобилисала своју војску и одговорила на писмо да у потпуности прихвата тачку бр. 8 у којој се захтјева прекид кријумчарење оружја и кажњавање граничних официра који су помагали атентаторима и потпуно прихвата тачку бр. 10 у којој је од Србија захтјевано да пријави извршење потребних мјера пошто су оне завршене. Србија је дјелимично прихватила, прецизирала, неискрено одговорила и љубазно одбацила елементе преамбуле и тачке бр. 1—7 и бр. 9. Непотпуно одговоре Србије је објавила Аустроугарска. Аустроугарски одговор био је прекид дипломатских односа. Према студији из 2021, смрт Франца Фердинанда била је кључна за слом дипломатије и ескалацију у рат, јер је Фердинанд био најмоћнији и најефикаснији заговорник мира у Бечу.
Сљедећег дана, српски резервисти који су паробродима прешли Дунав на аустроугарску страну ријеке недалеко од Ковина, а аустроугарски војници су пуцали у ваздух да их упозоре. Извјештај о овом инциденту је у почетку био скициран, а цару Францу Јозефу је погрешно пријављен као „значајан окршај”. Аустроугарска је тада објавила рат и мобилисала дио своје војске који ће се суочити са (већ мобилисаном) српском војском 28. јула 1914. године. Према Тајном уговору из 1892. Русија и Француска су биле обавезне да мобилишу своје војске, ако било ко од чланица Тројног пакта мобилише своју војску. Русија је извршила дјелимичну мобилизацију дуж своје границе са Аустроугарском 29. јула, а 30. јула је наредила општу мобилизацију. На општу мобилизацију Русије, Аустроугарска и Њемачка су одговориле својом општом мобилизацијом. Ускоро су све велике силе, изузев Италије, изабрале стране и кренуле у рат.

## Данас
Након распада Југославије, о Принциповом насљеђу се поново расправљало у новонасталим државама. У Босни и Херцеговини, многи Срби сматрају Принципа националним јунаком, док га Бошњаци и Хрвати углавном сматрају терористом и српским националистом. Концертом Бечке филхармоније у Сарајевској вијећници, у организацији Европске уније, обиљежена је 100. годишњица атентата. Почасни гост био је аустријски предсједник Хајнц Фишер. Комеморацију су бојкотовали српски званичници. На 100. годишњицу атентата, у Источном Сарајеву је подигнута статуа Принципу у част, док је у Београду подигнута 2015. године. Српски политичар из БиХ Милорад Додик признаје да је БиХ „још подијељена”, али остаје при ставу да је Принцип „борац за слободу”, а да је Аустроугарска била „окупатор”.
Принципово оружје, заједно са аутомобилом у којем се возио Франц Фердинанд, његова крвава униформа и кревет на којем је преминуо, налазе се у сталној поставци у Војно-историјском музеју у Бечу. Метак који је испалио Принцип је музејски експонат у замку Конопиште недалеко од Бенешова у Чешкој. Бронзани медаљон Фердинанда и Софије, који је био дио споменика подигнутог на мјесту атентата који је срушен 1918, тренутно се чува у Умјетничкој галерији БиХ у Сарајеву. Мермерна плоча у знак сјећања на Принципа и атентат постављена је 1930, а након њемачке инвазије на Југославију 1941, предата је Адолфу Хитлеру као поклон за 52. рођендан. Хитлер је плочу послао у берлински Цојгхаус гдје је била изложена у војном музеју до 1945, када је нестала.

## У умјетности и култури

### Књижевност
- На Дрини ћуприја (1945), дјело Иве Андрића (лауреат Нобелове награде)
- (1963), дјело Барбаре Такман (Пулицерова награда за општу публицистику)
- 28. 6. 1914. (2019), дјело Златка Топчића

### Позориште
- Мали ми је овај гроб (2013), дјело Биљане Србљановић

### Филм
- 1914 (1931), у режији Рихарда Освалда
- (1940), у режији Макса Офелса
- Сарајево (1940), у режији Акоша Ратоњија
- (1955), у режији Фрица Кортнера
- Сарајевски атентат (1968), у режији Фадила Хаџића
- Сарајевски атентат (1972), у режији Арсенија Јовановића
- Сарајевски атентат (1975), у режији Вељка Булајића
- Свети Георгије убива аждаху (2009), у режији Срђана Драгојевића
- (2014), у режији Андреаса Прохаске
- Бранио сам Младу Босну (2014), у режији Срђана Кољевића
- The King's Man: Почетак (2021), у режији Метјуа Вона

### ТВ серија
- (1964), по сценарију Џона Терејна и Корелија Барнета
- (1974), аутора Џона Елиота
- (2014), у режији Џастина Хардија

## Знамените чињенице
- На дан атентата 28. јуна 1914. је у Аустро-Угарској била недеља,[188] а у Србији, која је поштовала Јулијански календар, био је четвртак.
- Франц Фердинанд и његова супруга Софија и данас имају потомке.
- Нови престолонаследник Аустро-Угарске послије атентата је постао Карл Хабзбуршки. Он је био син млађег рођеног брата Франца Фердинанда.
- У аутомобилу је са Францом Фердинандом и његовом супругом био и Оскар Поћорек, као гувернер Босне, а возио је Леополд Лојка.
- Градоначелник Сарајева за вријеме атентата је био Фехим Чурчић.
- На мјесту атентата је 1952 постављен натпис који је описао овај атентат. Након 1992. натпис је замијењен, и убачен је и енглески превод натписа, који је ублажен у односу на претходни.
- Принципово оружје, заједно са аутомобилом у којем се возио Франц Фердинанд, његова крвава униформа и кревет на којем је преминуо, налазе се у сталној поставци у Војно-историјском музеју у Бечу.[185]
- Метак који је испалио Принцип је музејски експонат у замку Конопиште недалеко од Бенешова у Чешкој. Бронзани медаљон Фердинанда и Софије, који је био дио споменика подигнутог на мјесту атентата који је срушен 1918, тренутно се чува у Умјетничкој галерији БиХ у Сарајеву.[186]
- Мермерна плоча у знак сјећања на Принципа и атентат постављена је 1930, а након њемачке инвазије на Југославију 1941, предата је Адолфу Хитлеру као поклон за 52. рођендан. Хитлер је плочу послао у берлински Цојгхаус гдје је била изложена у војном музеју до 1945, када је нестала.[187]
- Павле Карађорђевић је, током преписке са Костом Ст. Павловићем у писму од 25. августа 1967, о атентату рекао да не мисли да су у њега биле умешане ни руска ни српска влада, али се сјећао да је у младости често слушао о неким руским панславистичким круговима који су вјероватно били повезани са неким српским тајним организацијама. Додао је да би све било јасније кад би се знало шта је тачно Црна рука значила.[164]

## Домаћа литература
- Војиновић, Милош (2015). Политичке идеје Младе Босне. Београд: Филип Вишњић. стр. 388. ISBN 978-86-6309-047-7.
- Гаћиновић, Радослав (1. јул 2014). „Младост за Младу Босну” (PDF). Магазин „Одбрана”. Специјални прилог бр. 105: 1 — 16.
- Гаћиновић, Радослав (2018). Млада Босна. Београд: Evro Book. стр. 629. ISBN 978-86-505-3066-5.
- Група аутора (2014). Сарајевски атентат 1914 (Зборник радова). Београд: Филип Вишњић. стр. 454. ISBN 978-86-6309-047-7.
- Дедијер, Владимир (2014). Сарајево 1914. Београд: Књиге Обрадовић. стр. 1148. ISBN 978-8684441227.
- Ковић, Милош (2014). Гаврило Принцип - документи и сећања. Нови Сад: Прометеј; Београд: Радио-телевизија Србије. стр. 1008. ISBN 978-86-515-0913-4.
- Мијалковски, Милан; Пешић, Звонимир (1. октобар 2014). „Сарајевски атентат - обавештајна енигма” (PDF). Магазин „Одбрана”. Специјални прилог бр. 110: 1 — 16.
- Милошевић, Боривоје (2021). Анексија Босне и Херцеговине. Нови Сад: Прометеј и РТВ. стр. 164. ISBN 978-86-515-1739-9.
- Група аутора (2014). Сарајевски атентат 1914 (Зборник радова). Београд: Филип Вишњић Београд. стр. 454. ISBN 978-86-6309-047-7.
- Stojadinović, Milan M. (1963). Ni rat ni pakt: Jugoslavija izmedju dva rata (на језику: српски). El Economista. Приступљено 24. 7. 2020.
- Чалија, Владан Р. (2023). Сарајевски атентат: запажања. Нови Сад: Прометеј; Београд: Радио-телевизија Србије. стр. 464. ISBN 978-86-515-2113-6.

## Страна итература
- Albertini, Luigi (1952). The Origins of the War of 1914: European relations from the Congress of Berlin to the eve of the Sarajevo murder (на језику: енглески). 1. Oxford University Press. Приступљено 8. 10. 2022.
- Albertini, Luigi (1953). The Origins of the War of 1914: From the Sarajevo Outrage to the Austro-Hungarian General Mobilization. - 1953. - XVI, 727 S. : Kt (на језику: енглески). 2. University Press. Приступљено 8. 10. 2022.
- Belfield, Richard (2005). The Assassination Business: A History of State-sponsored Murder (на језику: енглески). Carroll & Graf Publishers. ISBN 978-0-7867-1343-1. Приступљено 8. 10. 2022.
- Biagini, Antonello (4. 9. 2015). The First World War: Analysis and Interpretation (на језику: енглески). 1. Cambridge Scholars Publishing. ISBN 978-1-4438-8186-9. Приступљено 8. 10. 2022.
- Butcher, Tim (2014). The Trigger: Hunting the Assassin Who Brought the World to War (на језику: енглески). Open Road + Grove/Atlantic. ISBN 978-0-8021-9188-5. Приступљено 8. 10. 2022.
- Buttar, Prit (2016). Collision of Empires: The War on the Eastern Front in 1914 (на језику: енглески). Bloomsbury USA. ISBN 978-1-4728-1318-3. Приступљено 8. 10. 2022.
- Clark, Christopher (2012). The Sleepwalkers: How Europe Went to War in 1914 (на језику: енглески). Penguin Books Limited. ISBN 978-0-7181-9295-2. Приступљено 8. 10. 2022.
- Craig, John S. (2005). Peculiar Liaisons: In War, Espionage, and Terrorism in the Twentieth Century (на језику: енглески). Algora Publishing. ISBN 978-0-87586-331-3. Приступљено 8. 10. 2022.
- Shelking, Eugene de (1918). Recollections of a Russian Diplomat: The Suicide of Monarchies (William II and Nicholas II) (на језику: енглески). Macmillan. Приступљено 8. 10. 2022.
- Dedijer, Vladimir (1966). The Road to Sarajevo (на језику: енглески). Simon and Schuster. Приступљено 8. 10. 2022.
- Dierauer, Isabelle (16. 5. 2013). Disequilibrium, Polarization, and Crisis Model: An International Relations Theory Explaining Conflict (на језику: енглески). University Press of America. ISBN 978-0-7618-6106-5. Приступљено 8. 10. 2022.
- Donia, Robert J. (2006). Sarajevo: A Biography (на језику: енглески). University of Michigan Press. ISBN 978-0-472-11557-0. Приступљено 8. 10. 2022.
- Duijzings, Gerlachlus (2000). Religion and the Politics of Identity in Kosovo (на језику: енглески). C. Hurst. ISBN 978-1-85065-392-9. Приступљено 8. 10. 2022.
- Gerolymatos, Andre (2008). The Balkan Wars (на језику: енглески). Basic Books. ISBN 978-0-7867-2457-4. Приступљено 8. 10. 2022.
- Gioseffi, Daniela (1993). On Prejudice: A Global Perspective (на језику: енглески). Anchor Books. ISBN 978-0-385-46938-8. Приступљено 8. 10. 2022.
- Humphreys, Brendan (2013). The Battle Backwards : A Comparative Study of the Battle of Kosovo Polje (1389) and the Munich Agreement (1938) as Political Myths (PDF). University of Helsinki. Приступљено 8. 10. 2022.
- Johnson, Wes (2007). Balkan Inferno: Betrayal, War and Intervention, 1990-2005 (на језику: енглески). Enigma Books. ISBN 978-1-929631-63-6. Приступљено 8. 10. 2022.
- Joll, James; Martel, Gordon (2013). The Origins of the First World War (на језику: енглески). Routledge. ISBN 978-1-317-87536-9. Приступљено 8. 10. 2022.
- King, Greg; Woolmans, Sue (2013). The Assassination of the Archduke: Sarajevo 1914 and the Romance That Changed the World (на језику: енглески). St. Martin's Publishing Group. ISBN 978-1-250-03867-8. Приступљено 8. 10. 2022.
- MacKenzie, David (1989). Apis, the Congenial Conspirator: The Life of Colonel Dragutin T. Dimitrijević (на језику: енглески). East European Monographs. ISBN 978-0-88033-162-3. Приступљено 8. 10. 2022.
- MacKenzie, David (1995). The "Black Hand" on Trial: Salonika, 1917 (на језику: енглески). East European Monographs. ISBN 978-0-88033-320-7. Приступљено 8. 10. 2022.
- MacMillan, Margaret (2013). The War that Ended Peace: How Europe abandoned peace for the First World War (на језику: енглески). Profile. ISBN 978-1-84765-416-8.
- Magrini, Luciano (1929). Il dramma di Seraievo: origini e responsabilità della guerra europea (на језику: италијански). Edizioni Athena. Приступљено 8. 10. 2022.
- Martel, Gordon (2014). The Month that Changed the World: July 1914 and WWI (на језику: енглески). Oxford: Oxford University Press. ISBN 978-0-19-164327-9. Приступљено 8. 10. 2022.
- McMeekin, Sean (2013). 7/1/1914: Countdown to War (на језику: енглески). Basic Books. ISBN 978-0-465-03145-0. Приступљено 8. 10. 2022.
- Mitrović, Andrej (2007). Serbia's Great War, 1914-1918 (на језику: енглески). Purdue University Press. ISBN 978-1-55753-477-4. Приступљено 8. 10. 2022.
- Owings, W.A. Dolph, ур. (1984). The Sarajevo Trial (на језику: енглески). Documentary Publications. ISBN 978-0-89712-122-4. Приступљено 8. 10. 2022.
- Palmer, Alan (1997). Twilight of the Habsburgs: The Life and Times of Emperor Francis Joseph (на језику: енглески). Atlantic Monthly Press. ISBN 978-0-87113-665-7. Приступљено 8. 10. 2022.
- Pearson, Owen (2004). Albania and King Zog: Independence, Republic and Monarchy, 1908-1939 (на језику: енглески). Bloomsbury Academic. ISBN 978-1-84511-013-0. Приступљено 8. 10. 2022.
- Prohić, Kasim; Balić, Sulejman, ур. (1975). Sarajevo (на језику: енглески). Tourist Association. Приступљено 8. 10. 2022.
- Rauchensteiner, Manfried (2014). The First World War and the End of the Habsburg Monarchy, 1914-1918 (на језику: енглески). Böhlau Verlag Wien. ISBN 978-3-205-79588-9. Приступљено 8. 10. 2022.
- Remak, Joachim (1959). Sarajevo: The Story of a Political Murder (на језику: енглески). Criterion Books. ISBN 978-0-87599-096-5. Приступљено 8. 10. 2022.
- Remak, Joachim (1971). The First World War: Causes, Conduct, Consequences (на језику: енглески). Wiley. ISBN 978-0-471-71634-1. Приступљено 8. 10. 2022.
- Russell, Gareth (2014). The Emperors: How Europe's Rulers Were Destroyed by the First World War (на језику: енглески). Amberley Publishing Limited. ISBN 978-1-4456-3439-5. Приступљено 8. 10. 2022.
- Sageman, Marc (2017). Turning to Political Violence: The Emergence of Terrorism (на језику: енглески). University of Pennsylvania Press. ISBN 978-0-8122-4877-7. Приступљено 8. 10. 2022.
- Simpson, John (2010). Unreliable Sources: How the Twentieth Century Was Reported (на језику: енглески). Pan Macmillan. ISBN 978-0-230-75010-4. Приступљено 8. 10. 2022.
- Sugar, Peter F. (1999). East European Nationalism, Politics and Religion (на језику: енглески). Ashgate. ISBN 978-0-86078-806-5. Приступљено 8. 10. 2022.
- Taylor, Alan John Percivale (1963). The First World War: An Illustrated History (на језику: енглески). H. Hamilton. ISBN 978-0-241-90187-8.
- Treadway, John D. (1998). The Falcon and the Eagle: Montenegro and Austria-Hungary, 1908-1914 (на језику: енглески). Purdue University Press. ISBN 978-1-55753-146-9. Приступљено 8. 10. 2022.
- Trywdar-Burzynski, Louis de (1926). Le crépuscule d'une autocratie: Quelques crises en Allemagne. Extraits de souvenirs (на језику: француски). Rossi. Приступљено 8. 10. 2022.
- Tuchman, Barbara W. (2009). The Guns of August: The Outbreak of World War I; Barbara W. Tuchman's Great War Series (на језику: енглески). Random House Publishing Group. ISBN 978-0-307-56762-8. Приступљено 8. 10. 2022.
- Willmott, H. P. (2003). World War I (на језику: енглески). DK Pub. ISBN 978-0-7894-9627-0. Приступљено 8. 10. 2022.
- Bogićević, Vojislav, ур. (1954). Mlada Bosna: pisma i prilozi (на језику: српскохрватски). Svjetlost. Приступљено 8. 10. 2022.
- Blakley, Patrick R. F. (2009). „Narodna Odbrana (The Black Hand): Terrorist Faction that Divided the World” (PDF). Oswego Historical Review (2): 13—34. Приступљено 8. 10. 2022.
- Greenawalt, Alexander (2001). „Kosovo Myths: Karadzic, Njegos, and the Transformation of Serb Memory”. Spaces of Identity (на језику: енглески) (3): 49—65. ISSN 1496-6778. doi:10.25071/1496-6778.8045. Приступљено 8. 10. 2022.
- Levy, Jack S.; Mulligan, William (2021). „Why 1914 but Not Before? A Comparative Study of the July Crisis and Its Precursors”. Security Studies. 30 (2): 213—244. ISSN 0963-6412. doi:10.1080/09636412.2021.1915584.
- Reports Service: Southeast Europe series (на језику: енглески). American Universities Field Staff. 1964. Приступљено 24. 6. 2023.